# Sefes
Sefes (Societat d'Estudis Financers, Econòmics i Socials) fou una organització patronal creada el 1976 com una fusió de Foment del Treball Nacional amb estructura jurídica de societat anònima, i se circumscrivia al Baix Llobregat. El 1987 va modificar els estatuts per a esdevenir una organització patronal vinculada a Foment del Treball Nacional, de la qual s'acabà deslligant per a estendre el seu àmbit d'actuació a tot Catalunya. El 1997 va unir-se amb Pimec per a formar Pimec-Sefes.